# Les Fourgs
Les Fourgs é uma comuna francesa na região administrativa de Borgonha-Franco-Condado, no departamento de Doubs. Estende-se por uma área de 27,99 km². Em 2010 a comuna tinha 1 426 habitantes (densidade: 50,9 hab./km²).